# ویلیام تی. باری
ویلیام تی. باری (به انگلیسی: William Taylor Barry) سناتور سابق عضو حزب دموکرات-جمهوری‌خواه بود. وی در سال ۱۸۱۴ تا ۱۸۱۶ میلادی سناتور ایالت کنتاکی در سنای ایالات متحده آمریکا بود.